# Humphrey Davy Findley Kitto
Humphrey Davey Findley Kitto (6 de febrero de 1897– 21 de enero de 1982) (84 años) fue un académico británico de estudios clásicos de ascendencia córnica. Nació en Stroud, Gloucestershire.
Se educó en el The Crypt School en Gloucester y en el Saint John's College de Cambridge. Escribió su doctorado en 1920 en la Universidad de Brístol. Fue profesor no numerario de griego en la Universidad de Glasgow de 1920 a 1944. En aquel año regresó a la Universidad de Brístol donde fue profesor de griego y profesor emérito en 1962. Concentró sus estudios en la tragedia griega, produciendo también traducciones de obras de Sófocles.
Su primer libro, In the Mountains of Greece (En las montañas de Grecia), describe sus viajes en ese país, con escasas referencias a la antigüedad.
Su 1952 tratado general, The Greeks, cubrió todo el ámbito de la cultura griega antigua, y se convirtió en un texto estándar.
Después de su jubilación enseñó en el College Year in Athens (CYA), un programa de estudio para alumnado extranjero en Atenas, Grecia.

## Publicaciones
- In the Mountains of Greece (1933)
- Greek Tragedy: A Literary Study (1939)
- Form and meaning in drama: A study of six Greek plays and of Hamlet  (1956)
- The Greeks  (1951; 1952),  Penguin Books A220
- Poiesis: Structure and Thought (1966), Sather Classical Lectures
- Sophocles: Three Tragedies: Antigone, Oedipus the King, Electra. Traducido al verso inglés por H. D. F. Kitto